# Fardin Masumi
Fardin Masumi Waladi (pers. فردین معصومی ولدی; ur. 10 listopada 1977) – irański zapaśnik w stylu wolnym. Olimpijczyk z Pekinu 2008, gdzie zajął piąte miejsce w kategorii 120 kg.
Sześciokrotny uczestnik mistrzostw świata. Zdobył srebrny medal w 2009 i brązowy w 2006. Dwa medale na igrzyskach azjatyckich, srebro w 2006 i brąz w 2010. Cztery złote medale mistrzostw Azji, w 2004, 2007, 2008 i 2009.
Drugi w Pucharze Świata w 2006; trzeci w 2009; czwarty w 2005 i szósty w 2010. Drugi w Pucharze Azji w 2003. Wojskowy mistrz świata z 2008. Trzeci na igrzyskach wojskowych w 2007 roku.